# Ricania suasa
Ricania suasa är en insektsart som beskrevs av Gutrin-mtneville 1834. Ricania suasa ingår i släktet Ricania och familjen Ricaniidae. Inga underarter finns listade i Catalogue of Life.